# Resolució 1099 del Consell de Seguretat de les Nacions Unides
La Resolució 1099 del Consell de Seguretat de les Nacions Unides fou adoptada per unanimitat el 14 de març de 1997.
Després de recordar les resolucions sobre la situació a Tadjikistan i la frontera entre l'Afganistan i Tadjikistan, el Consell va prorrogar el mandat de la Missió d'Observadors de les Nacions Unides a Tadjikistan (UNMOT) fins al 15 de juny de 1997 i va abordar els esforços per posar fi al conflicte al país.
Durant les converses a Moscou, el president de Tadjikistan Emomalí Rahmon i l'Oposició Tadjik Unida van signar acords sobre qüestions militars i la reintegració, el desarmament i el desmantellament de les unitats OTU. El Consell de Seguretat va prendre nota de les sol·licituds formulades per ambdues parts respecte a l'aplicació dels acords. Mentrestant, la situació humanitària a Tadjikistan s'havia deteriorat i hi va haver atacs contra la UNMOT, les forces de manteniment de la pau de la Comunitat d'Estats Independents (CIS) i altre personal internacional que va provocar la decisió del Secretari General Kofi Annan de suspendre les activitats de les Nacions Unides a Tadjikistan, a més d'una limitada presència de la UNMOT. Altres persones van ser evacuades temporalment a l'Uzbekistan.
El Consell de Seguretat va acollir amb beneplàcit els acords assolits per ambdues parts, demanant a ambdues parts que els compleixin plenament amb ells i assenyala que generalment s'havia observat l'alto el foc. El maltractament a la UNMOT i a d'altre personal internacional va ser severament condemnat i es va demanar al Govern de Tadjikistan que adoptés mesures de seguretat en resposta. El mandat de la UNMOT es va ampliar amb la condició que l'Acord de Teheran seguís vigent i es van assolir compromisos amb altres acords.
Es va demanar al Secretari General que mantingués informat al Consell sobre la situació i que informés abans del 30 d'abril de 1997 sobre possibles maneres en què les Nacions Unides podrien ajudar en la implementació dels acords de pau, i informar a tot tardar l'1 de juny de 1997 sobre recomanacions sobre la presència de les Nacions Unides al país. Finalment, es va demanar als Estats membres que contribuïssin al fons voluntari establert a la Resolució 968 (1994) per a necessitats humanitàries.